# Ареобинд (генерал)
Вижте пояснителната страница за други личности с името Ареобинд.
Ареобинд (на латински: Areobindus; † март 546 г., Картаген) e военачалник и patricius на Византия през 6 век.
Син е на Дагалайф и е внук на Ареобинд. Жени се за Прайекта (Praejecta), племенница на император Юстиниан I и сестра на император Юстин II и patricius Марцел.
Участва в побеждаването на бунтуващия се Стотзас‎ (Stotzas) в Мавритания през 545 г. През 545 – 546 г. Ареобинд е назначен от Юстиниан I за magister militum per Africam и управител на Нумидия. Участва в битките против маврите. Убит е в Картаген през март 546 г. по нареждане бунтуващия се византийски и вандалски военачалник Гунтарит, dux Numidiae. Съпругата му и сестра му са оставени живи и заведени в манастир.